# パブロ・セサル・アギラル
パブロ・セサル・アギラール・ベニテス（Pablo César Aguilar Benítez、1987年4月2日 - ）は、パラグアイ・ルケ出身のサッカー選手。クルス・アスル所属。パラグアイ代表である。ポジションはディフェンダー（センターバック）。2015年にメキシコの市民権を取得した。

## 経歴

### クラブ
2004年にスポルティボ・ルケーニョからデビューし、アペルトゥーラ2007でプリメーラ・ディビシオン優勝を飾った。2008年にアルゼンチンのCAコロンに移籍し、2009年にメキシコのサン・ルイスFCに移籍した。2010年にはアルゼンチンのアルセナルFCにレンタル移籍した。2012年にクラブ・ティフアナにレンタル移籍し、その後完全移籍となった。2013年12月18日、クラブ・アメリカへ移籍した。2017年5月8日、コパ・メヒコのティフアナ戦で主審のフェルナンド・エルナンデスに頭突きをし、当初は10試合の出場停止処分を科せられた。しかし審判協会が控訴し、認められなければストライキを行うと宣言したことにより、最終的には1年間の出場停止に変更された。この処分に対し、3月31日にスポーツ仲裁裁判所へ控訴し、結局10試合の出場停止となった。2018年5月21日、クルス・アスルへ移籍した。

### 代表
2007年にパラグアイ代表デビュー。2012年10月16日の2014 FIFAワールドカップ・南米予選、ペルー戦で代表初得点を挙げた。

## 個人成績

### 代表での得点
- スコア欄はパラグアイの得点を左に記している。

| #  | 日付           | 場所         | 相手           | スコア | 最終結果 | 大会                              |
| -- | -------------- | ------------ | -------------- | ------ | -------- | --------------------------------- |
| 1. | 2012年10月17日 | アスンシオン | ペルー         | 1-0    | 1-0      | 2014 FIFAワールドカップ・南米予選 |
| 2. | 2012年11月15日 | ルケ         | グアテマラ     | 2-0    | 3-1      | 親善試合                          |
| 3. | 2012年11月15日 | ルケ         | グアテマラ     | 3-1    | 3-1      | 親善試合                          |
| 4. | 2013年2月7日   | アスンシオン | エルサルバドル | 1-0    | 3-0      | 親善試合                          |

## タイトル
スポルティボ・ルケーニョ
- プリメーラ・ディビシオン : 2007A

ティフアナ
- リーガMX : 2012A

アメリカ
- リーガMX : 2014A
- CONCACAFチャンピオンズリーグ : 2014-15, 2015-16